# Solina
Solina je obec v jihovýchodním výběžku Polska v Podkarpatském vojvodství v okresu Lesko. V roce 2019 zde žilo 432 obyvatel.

## Historie
První písemná zmínka o obci pochází z roku 1426.
Při stavbě největší přehrady v Polsku, Soliňské přehrady, byla původní obec zničena a nová postavena kousek za hrází přehrady.

## Geografie
Obec se nachází od města Řešov asi 75 km jihovýchodně.
Území obce se nachází na soutoku řek San a Solinka (podle které se obec jmenuje), v 60. letech, 20. století byla však na soutoku řek postavena největší přehrada v Polsku, Soliňská přehrada. Samotná obec se nachází ve výšce 363 m n. m.
Polské lanové dráhy otevřely v roce 2022 kabinovou lanovku přes Soliňskou přehradu . Horní stanice lanové dráhy se nachází na hoře Jawor, dolní stanice se jmenuje Plasza. Celková délka trasy je 1 580 m a výškový rozdíl mezi stanicemi je 100 metrů. Na svahu hory Jawor byla také postavena vyhlídková věž.